# Jonny Magallón
José Jonny Magallón Oliva (Ocotlán, 21 novembre 1981) è un ex calciatore messicano, di ruolo difensore.